# Pieter Timmers
Pieter Timmers (Neerpelt, 21 gennaio 1988) è un ex nuotatore belga specializzato nello stile libero.

## Palmarès
- Olimpiadi

Rio de Janeiro 2016: argento nei 100m sl.
- Europei

Berlino 2014: bronzo nella 4x200m sl.
Londra 2016: argento nella 4x200m sl e bronzo nella 4x100m sl.
- Europei in vasca corta

Chartres 2012: argento nei 200m sl e bronzo nella 4x50m sl.
Herning 2013: bronzo nella 4x50m sl.
Netanya 2015: argento nei 100m sl e nei 200m sl.
Copenhagen 2017: argento nei 100m sl.

## International Swimming League
| Stagione 2019 | Stagione 2020     |
| ------------- | ----------------- |
| Iron          | New York Breakers |